# Henryk Niewiadomski
Henryk Niewiadomski, ps. „Dziad”, „Garbus” (ur. 1948 w Warszawie, zm. 30 października 2007 w Radomiu) – polski gangster, przedsiębiorca, przestępca, przywódca gangu ząbkowskiego, powszechnie mylnie określany szefem gangu wołomińskiego. Z wykształcenia stolarz. Jego starszym bratem był gangster Wiesław Niewiadomski, ps. „Wariat”, synem był Paweł Niewiadomski, ps. „Mrówa”.

## Biografia[3][4]

### 1948 – lata 90. XX w.
Urodził się w 1948 roku na warszawskiej Pradze-Północ, dorastał na Targówku. Był drugim dzieckiem w rodzinie. Ojciec był gruźlikiem, zmarł gdy Henryk Niewiadomski miał 13 lat. Matka nie pracowała, wychowywała czworo dzieci (Henryka Niewiadomskiego z trójką rodzeństwa). Dziad przeprowadził się do podwarszawskich Ząbek. W połowie lat 90. XX w. prowadził także legalne interesy: założył w Ząbkach kantor wymiany walut i lombard. Według ustaleń Policji wtedy zajmował się także obrotem nielegalnym spirytusem. W 1992 roku został zatrzymany podczas konwojowania ładunku z nielegalnym spirytusem, jednak sprawa nie trafiła do sądu. Oprócz tego prowadził zakład kamieniarski.
Na początku lat 90. Henryk Niewiadomski stworzył groźny gang, którym kierował ze swoim bratem Wieśkiem, ps. „Wariat”. Grupa Niewiadomskich początkowo współpracowała z gangiem pruszkowskim, jednak wkrótce kooperacja przerodziła się w dosłownie krwawą wojnę. Henryk Niewiadomski był zapalonym hodowcą gołębi. 15 kwietnia 1995 dokonano nieudanego zamachu na jego życie. Nieznany sprawca lub sprawcy zastrzelili trzy osoby, wszystkich obecnych w gołębniku w Ząbkach. W czasie egzekucji panowała ciemność i dopiero później okazało się, że wśród ofiar nie było jednak Dziada.

### 5 ton papieru na ruble
Henryk Niewiadomski brał także udział w ukryciu 5 ton papieru z Niemiec na banknoty do druku rubli rosyjskich. Fałszywe ruble miały zostać wprowadzone na Wschodzie do obiegu. Ładunek od przekroczenia granicy niemiecko-polskiej był kontrolowany przez Urząd Ochrony Państwa. Henryk Niewiadomski ukradł ten ładunek wraz ze Stanisławem Kilianem, ps. „Stasiek” i bratem Wariatem, kompromitując tym służby specjalne. Po jakimś czasie Dziad oddał 3,7 tony tego papieru funkcjonariuszom UOP, natomiast 1,3 tony wykorzystał Wariat, jak się później okazało do wydrukowania rubli. W odzyskaniu papieru brał udział m.in. Adam Rapacki z Komendy Głównej Policji.

### Wyroki[7]
W 1997 roku sąd uznał Henryka Niewiadomskiego winnym czynnej napaści na policjanta i skazał go na rok pozbawienia wolności w zawieszeniu na trzy lata. Kilka dni później został skazany na dwa lata więzienia w zawieszeniu na pięć lat za nieumyślne spowodowanie śmierci dwóch robotników na nielegalnej budowie obok swojego domu w Ząbkach. 6 lutego 1998 został zastrzelony brat Dziada – Wiesław Niewiadomski.
26 maja 1999 roku Henryk Niewiadomski został zatrzymany przez pododdział antyterrorystyczny Policji. Oskarżony został o kierowanie zorganizowaną grupą przestępczą oraz przemyt i handel narkotykami. Po dwóch latach, w 2001 r. białostocki sąd okręgowy skazał go na 7 lat pozbawienia wolności, 40 tysięcy złotych grzywny oraz 3-letnie pozbawienie praw publicznych za podżeganie do zabójstwa Leszka Danielaka, ps. Wańka (członka zarządu konkurencyjnego gangu pruszkowskiego) oraz zlecenia napadu na małżeństwo R. spod Warszawy. Natomiast został uniewinniony z zarzutu kierowania gangiem. W lutym 2003 został dodatkowo skazany przez sąd w Białymstoku na 2 lata pozbawienia wolności za obrazę prokuratorów podczas poprzedniego procesu. Karę pozbawienia wolności odbywał m.in. w Areszcie Śledczym w Piotrkowie Trybunalskim.

### Śmierć

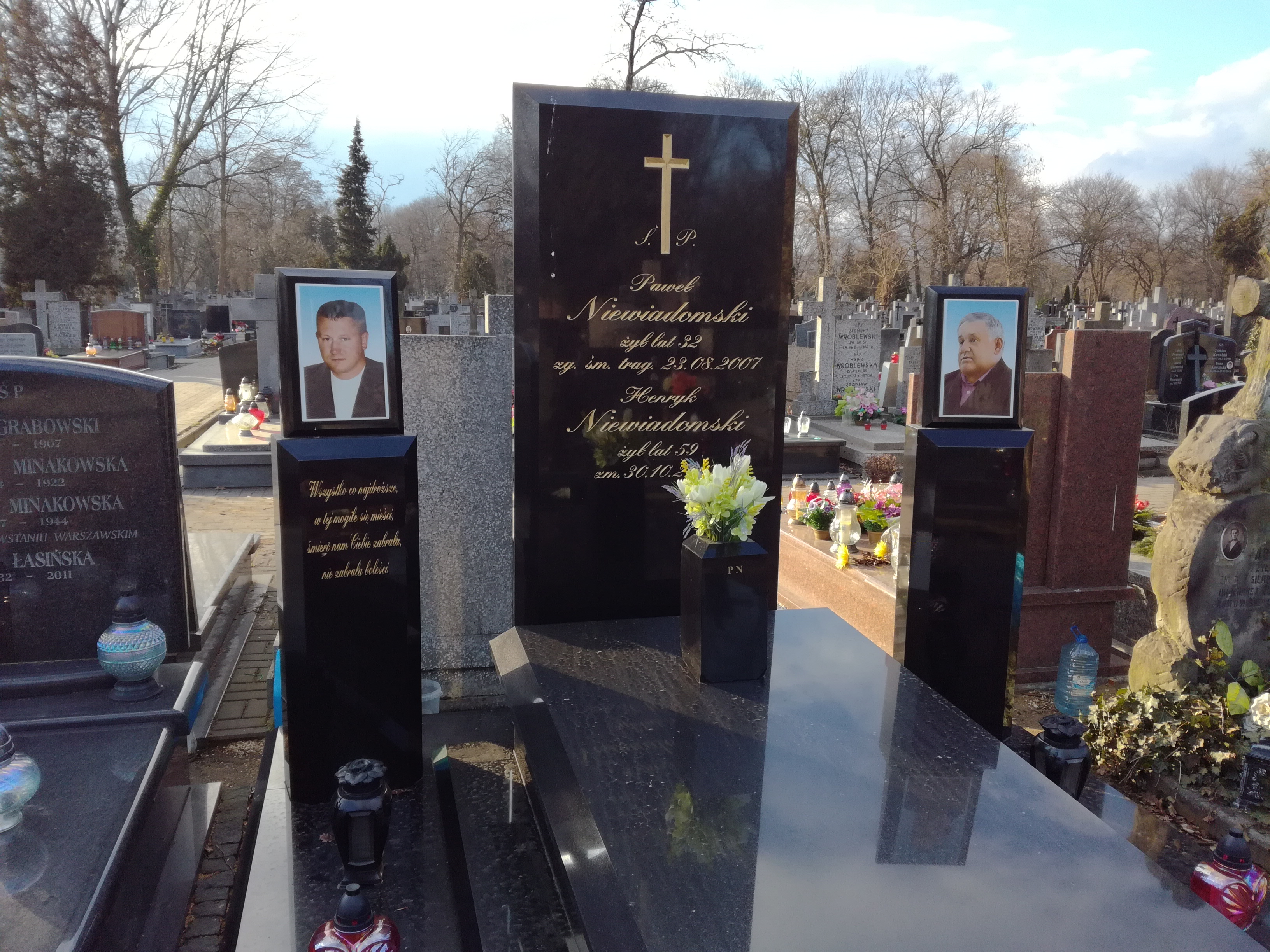
Grób Henryka Niewiadomskiego na cmentarzu Bródnowskim

W sierpniu 2007 został postrzelony przez nieznanego sprawcę, po czym zmarł w szpitalu 33-letni syn Dziada – Paweł Niewiadomski. Sam Henryk Niewiadomski zmarł dwa miesiące później w zakładzie karnym w Radomiu, 30 października 2007 r. pomiędzy godziną 8:15 a 8:30, podczas zajęć świetlicowych (grał w ping-ponga). Prawdopodobną przyczyną śmierci był wylew krwi do mózgu. Miał 59 lat. Zmarł niedługo przed planowym opuszczeniem zakładu karnego po odbyciu kary.
Został pochowany 7 listopada 2007 w kwaterze rodzinnej, obok syna Pawła, na Cmentarzu Bródnowskim w Warszawie (kwatera 12E-5-2/3).

## Książka „Dziada”
W trakcie odsiadywania wyroku Henryk Niewiadomski napisał książkę Świat według Dziada – Pseudonim „DZIAD” (2002). Osobiście był jej wydawcą.